# 波斯尼亚和黑塞哥维那邮政
波斯尼亚和黑塞哥维那邮政（BH Pošta）是波斯尼亚和黑塞哥维那 的三家邮政公司之一。另外两家分别是塞族共和国邮政和 Hrvatska Pošta Mostar.

## 链接
- 官方网站